# Taqí-d-Din Muhàmmad ibn Maruf
Taqí-d-Din Muhàmmad ibn Maruf aix-Xamí (àrab: تقي الدين محمد بن معروف الشامي, Taqī ad-Dīn Muḥammad ibn Maʿrūf ax-Xāmī; turc otomà: تقي الدين محمد بن معروف الشامي; turc: Takiyüddin) (Damasc, 1526-Istanbul, 1585) va ser un científic àrab musulmà, autor de més de 90 llibres sobre un gran nombre de temes, incloent astronomia, rellotges, enginyeria, matemàtica, mecànica, òptica i filosofia natural.
El 1574 el soldà otomà Murad III invità Taqī ad-Dīn a construir l'Observatori d'Istanbul on va poder observar el Gran Cometa de 1577.
El 1551, Taqi al-Din va descriure un mecanisme que funcionava amb l'aplicació d'energia de vapor descrivint un espit auto-rotatiu que va ser girat per la direcció del vapor cap a les pales del mecanisme que després gira la roda a l'extrem d'un eix, una tecnologia que seria una part important del desenvolupament de la turbina de vapor.